# Tıkızlı, Malazgirt
Tıkızlı là một xã thuộc huyện Malazgirt, tỉnh Muş, Thổ Nhĩ Kỳ. Dân số thời điểm năm 2011 là 260 người.